# Casa de locuit de pe str. 25 Octombrie, 41 (Tiraspol)
Casa de locuit de pe str. 25 Octombrie, 41 este o clădire amplasată pe str. 25 Octombrie, 41 în Tiraspol, Republica Moldova. Este un monument arhitectural de importanță națională inclus în Registrul monumentelor Republicii Moldova ocrotite de stat cu nr. 8 (municipiul Tiraspol). Datează de la sf. sec. XIX.